# Proving Ground
Proving Ground is de 64e aflevering van de serie Star Trek: Enterprise van 97 afleveringen in totaal.
Seizoen drie van deze serie heeft één grote verhaallijn, die het gehele seizoen voortduurt (zie seizoen drie), met meerdere plots. Deze aflevering is dus slechts één onderdeel van dit verhaal.

## Verloop van de aflevering
De USS Enterprise NX-01 heeft de locatie ontdekt waar de Xindi hun superwapen testen, ontwikkeld om de mensheid mee te vernietigen. Het prototype, waarmee ze de test uitvoeren vernietigt bijna een complete maan. Dat de maan niet helemaal vernietigd is komt doordat het wapen oververhit raakt. De oververhitting is het werk van een eerdere sabotage actie die Jonathan Archer met de hulp hulp van een Xindi-ingenieur (zie The Shipment) hebben gepleegd. Om meer over het wapen te weten te komen krijgt de Enterprise hulp van Shran, een Andoriaanse kapitein waarmee Archer al diverse malen te maken heeft gehad. Omdat de Xindi niet weten van de alliantie tussen Shran en Archer kunnen de Andorianen dichter bij het wapen komen. Shran krijgt het niet alleen voor elkaar gedetailleerde scans te nemen van het prototype, maar ook om het te stelen.
Later blijkt echter dat Shran orders heeft het gestolen wapen terug naar Andoria te brengen om het eventueel in te zetten tegen de Vulcans en de informatie niet aan Archer door te spelen. Shran verteld het echter wel waardoor een woedende Archer van het schip van Shran wordt gegooid in een reddingsveer. Eenmaal weer aan boord van de Enterprise neemt Archer direct contact op met Shran met de mededeling dat hij het wapen zichzelf op laat blazen als hij het niet geeft aan hem. Shran gelooft Archer niet totdat T’Pol aangeeft dat er nog 30 seconden te gaan zijn voor zelfdetonatie. Shran kiest eieren voor zijn geld en schiet het wapen de ruimte in waar het na enkele seconden ontploft. Ondanks dat het schip van Shran door de ontploffing behoorlijk beschadigd is en langzaam terug hobbelt naar huis geeft hij Archer stiekem toch belangrijke informatie over het wapen. Archer stuurt deze informatie direct door naar Aarde ter onderzoek.

## Achtergrondinformatie
- Dokter Phlox komt in deze aflevering niet voor.

## Acteurs

### Hoofdrollen
- Scott Bakula als kapitein Jonathan Archer
- (John Billingsley als dokter Phlox)
- Jolene Blalock als overste T'Pol
- Dominic Keating als luitenant Malcolm Reed
- Anthony Montgomery als vaandrig Travis Mayweather
- Linda Park als vaandrig Hoshi Sato
- Connor Trinneer als overste Charles "Trip" Tucker III

### Gastrollen
- Molly Brink als Talas
- Randy Oglesby als Degra
- Scott MacDonald als Guruk Dolim
- Tucker Smallwood als Xindi-primaat
- Rick Worthy als Jannar
- Granville Van Dusen als Andoriaanse generaal
- Jeffrey Combs as Shran

### Bijrollen

#### Bijrol met vermelding in de aftiteling
- Josh Drennen als Degra's assistent

#### Bijrol zonder vermelding in de aftiteling
- Mark Correy als Alex
- Hilde Garcia als Rossi
- Doug Mirabello als Andoriaan
- David Venafro als Andoriaan

## Links en referenties
- Proving Ground op Memory Alpha
- (en)   Proving Ground in de Internet Movie Database